# نهاوند
نهاوند، هي مدينة في المنطقة الوسطى من مقاطعة نهاوند، محافظة همدان، إيران، وهي عاصمة كل من المقاطعة والمنطقة. تقع جنوب مدينة همدان وغرب ملاير وشمال غرب بروجرد.
كانت نهاوند مأهولة بشكل مستمر منذ عصور ما قبل التاريخ، وقد مُنحت لأسرة كارين في العهد الساساني، كما كانت موقعًا لمعركة نهاوند الشهيرة أثناء الفتح الإسلامي لبلاد فارس.

## ما قبل التاريخ
كشفت الحفريات التي أجراها جورج كونتيناو [الإنجليزية] و رومان غيرشمان [الإنجليزية] في 1931-1932 في تيبي جيان [الإنجليزية] إلى استنتاج مفاده أن نهاوند وضواحيها كانت مأهولة بالسكان منذ عصور ما قبل التاريخ. كما أظهرت الحفريات أن موقع تيبي جيان نفسه الذي يقع على مسافة 10 كيلومترات جنوب شرق نهاوند، أنه كان مأهولا بالسكان من عام 5000 قبل الميلاد على الأقل حتى 1000 ق.م.

## تاريخ
كانت نهاوند خلال عصر الإمبراطورية الأخمينية (550-330 قبل الميلاد) تقع في أقصى جنوب ميديا على سهل نيسيان [الإنجليزية] الخصب. كتب الجغرافي والمؤرخ القديم سترابو أن الملك الأخميني خشايارشا الأول (حكم من 486 إلى 465 ق.م.) أعاد تأسيسها على بعد 96 كيلومترًا من إكباتان (همدان حاليًا) على الطريق الرئيسي من بابل عبر ميديا إلى باختر. ثم تحولت نهاوند في العصر السلوقي إلى مدينة يونانية لها قضاة وحاكم سلوقي.
في القرن العشرين عثر على مسلة حجرية بالقرب من نهاوند. كانت المسلة تحمل نسخة من نقش عبادة السلالة الحاكمة السلوقية لأنطيوخوس الثالث الكبير (حكم من 222 إلى 187 قبل الميلاد)، والذي أنشأه لزوجته الملكة لاوديس الثالثة [الإنجليزية]. كشفت المسلة التي يعود تاريخها إلى عام 193 قبل الميلاد عن نهاية تأسيس مدينة لاودكية اليونانية. وفقًا للعالم الموسوعي أبو حنيفة الدينوري الذي عاش في القرن التاسع في العصر البارثي، كانت نهاوند مقرًا للأمير الفرثي أرتابانوس، الذي حكم فيما بعد باسم أرتابانوس الأول ملك بارثيا [الإنجليزية] (حكم  127–124/3 قبل الميلاد). خلال الفترة الساسانية، مُنحت منطقة نهاوند لأسرة كارين. وكانت المدينة أيضًا تضم معبدًا للنار.

### الفتح الإسلامي

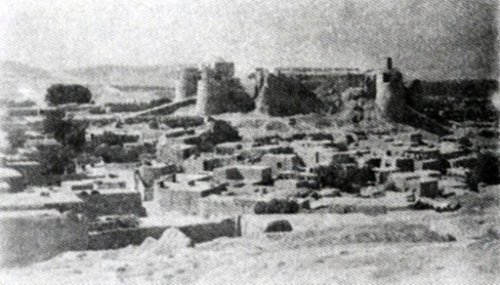
قلعه نهاوند

تم الفتح الإسلامي لنهاوند سنة 20هـ في زمن عمر بن الخطاب وكان أمير الجيش النعمان بن مقرن المزني
عن السائب بن الأقرع قال : زحف للمسلمين زحف لم يُرَ مثله قط، رجف له أهل ماه وأصبهان وهمذان والري وقومس ونهاوند وأذربيجان، قال : فبلغ ذلك عمر فشاور المسلمين.
فقال علي : أنت أفضلنا رأياً وأعلمنا بأهلك. فقال : لأستعملن على الناس رجلاً يكون لأول أسنّة يلقاها، -أي أول من يتلقى الرماح بصدره، كناية عن شجاعته- يا سائب اذهب بكتابي هذا إلى النعمان بن مُقرِّن، فليسر بثلثي أهل الكوفة، وليبعث إلى أهل البصرة، وأنت على ما أصابوا من غنيمة، فإن قُتل النعمان فحذيفة الأمير، فإن قُتل حذيفة فجرير بن عبد الله، فإن قُتل ذلك الجيش فلا أراك.
لما انتصر المسلمون في القادسية على الفرس كاتب يزدجرد أهل الباب والسند وحلوان ليجتمعوا فيوجهوا ضربة حاسمة للمسلمين، فتكاتبوا واجتمعوا في نهاوند.
وأرسل سعد بن أبي وقاص إلى عمر : (بلغ الفرس خمسين ومائة ألف مقاتل، فإن جاؤونا قبل أن نبادرهم الشدة ازدادوا جرأة وقوة، وإن نحن عاجلناهم كان لنا ذلك).
وأرسل عمر إلى سعد محمد بن مسلمة ليخبره أن يستعد الناس لملاقاة الفرس، فغادر سعد الكوفة إلى المدينة ليخبر عمر بخطورة الموقف شفاهة، فجمع عمر المسلمين في المدينة، وخطب فيهم وشرح لهم خطورة الوضع، واستشارهم، وأشاروا عليه أن يقيم هو بالمدينة، وأن يكتب إلى أهل الكوفة فليخرج ثلثاهم لمساعدة الجيش الإسلامي وأهل البصرة بمن عندهم. ثم قال عمر : أشيروا عليّ برجل يكون أوليه ذلك الثغر غداً، فقالوا : أنت أفضل رأياً وأحسن مقدرة، فقال : أما والله لأولين أمرهم رجلاً ليكونن أول الأسنة – أي : أول من يقابل الرماح بوجهه – إذا لقيها غداً، فقيل : من يا أمير المؤمنين ؟ فقال : النعمان بن مقرن المزني، فقالوا : هو لها.
ودخل عمر المسجد ورأى النعمان يصلي، فلما قضى صلاته بادره عمر : لقد انتدبتك لعمل، فقال : إن يكن جباية للضرائب فلا، وإن يكن جهاداً في سبيل الله فنعم. وانطلق النعمان عام (21) للهجرة يقود الجيش، وبرفقته بعض الصحابة الكرام.

وطرح الفرس حسك الحديد – مثل الشوك يكون من الحديد – حول مدينة نهاوند، فبعث النعمان عيوناً فساروا لا يعلمون بالحسك، فزجر بعضهم فرسه فدخلت في يده حسكة، فلم يبرح الفرس مكانه، فنزل صاحبه ونظر في يده فإذا في حافره حسكة، فعاد وأخبر النعمان بالخبر، فاستشار جيشه فقال : ما ترون؟ فقالوا : انتقل من منزلك هذا حتى يروا أنك هارب منهم، فيخرجوا في طلبك، فانتقل النعمان من منزله ذلك، وكنست الأعاجم الحسك فخرجوا في طلبه، فرجع النعمان ومن معه عليهم، وقد عبأ الكتائب ونظم جيشه وعدده ثلاثون ألفاً، وجعل على مقدمة الجيش نعيم بن مقرن، وعلى المجنبتين : حذيفة بن اليمان وسويد بن مقرن، وعلى المجردة القعقاع بن عمرو، وعلى الساقة مجاشع بن مسعود، ونظم الفرس قواتهم تحت إمرة (الفيرزان)، وعلى مجنبتتيه (الزردق) و(بهمن جاذويه) الذي ترك مكانه ل(ذي الحاجب).

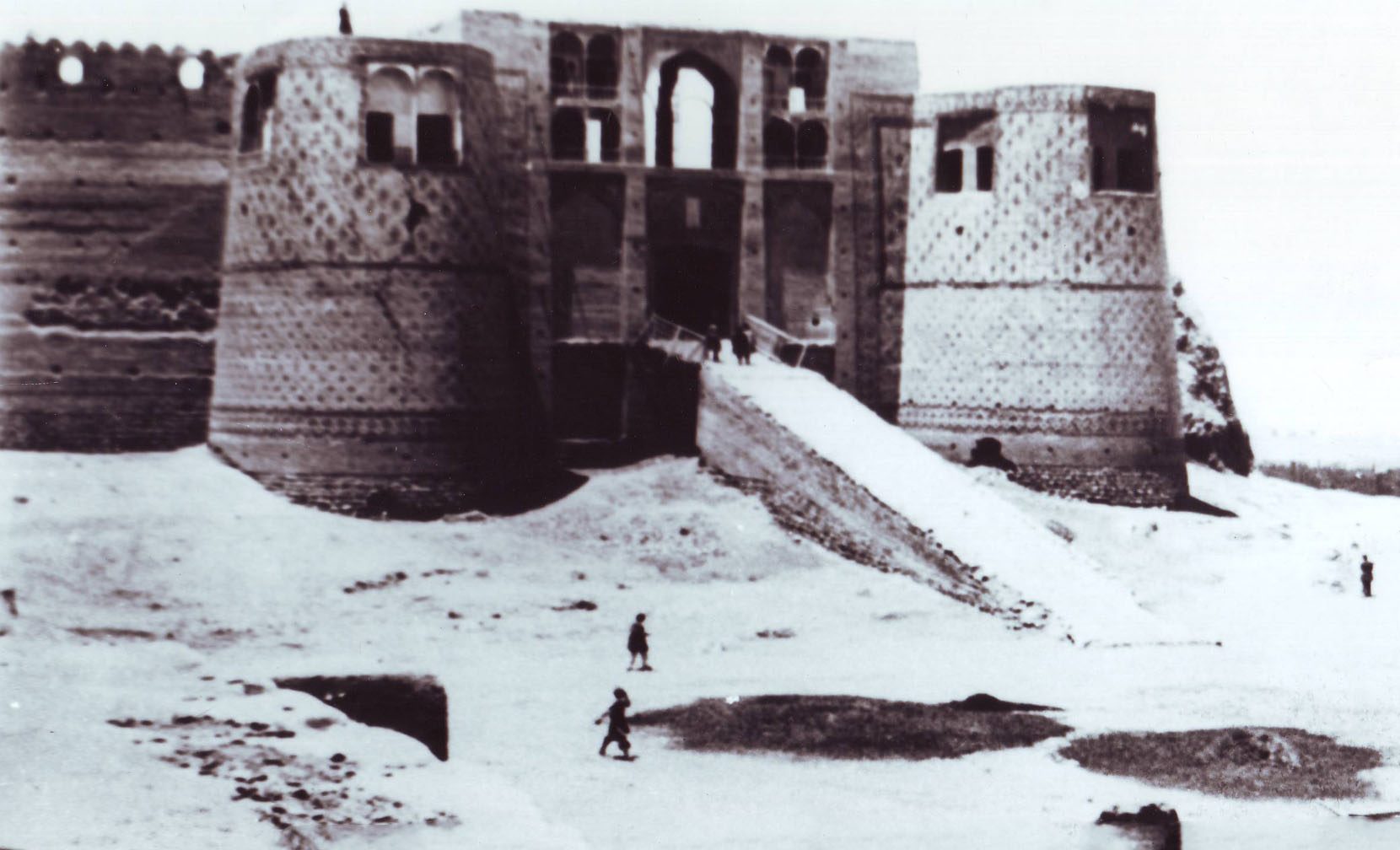
قلعه نهاوند 1860م

أنشب النعمان القتال يوم الأربعاء، ودام على شكل مناوشات حادة إلى يوم الخميس، والحرب سجال بين الفريقين، وكان الفرس خلالها في خنادق. خشي المسلمون أن يطول الأمر فاستشار النعمان أصحابه، فتكلم قوم فردت آراؤهم، ثم تكلم طليحة فقال : أرى أن تبعث خيلاً مؤدبة، فيحدقوا بهم، ثم يرموا لينشبوا القتال، ويحمشوهم – أي يغضبوهم –، فإذا أحمشوهم واختلطوا بهم وأرادوا الخروج أرزوا – أي انضموا- إلينا استطراداً – أي خديعة -. وأقر الجميع هذا الرأي فأمر النعمان القعقاع أن ينشب القتال فأنشبه، فخرج الفرس من خنادقهم، فلما خرجوا نكص القعقاع بجنده، ثم نكص ثم نكص، وخرج الفرس جميعاً فلم يبق أحد إلا حرس الأبواب، حتى انضم القعقاع إلى الناس، والنعمان والمسلمون على تعبيتهم في يوم جمعة في صدر النهار، وأقبل الفرس على الناس يرمونهم حتى أفشوا فيه الجراحات، والمسلمون يطلبون من النعمان الإذن بالقتال، وبقي النعمان يطلب منهم الصبر.
فلما جاء الزوال وتفيأت الأفياء وهبت الرياح أمر بالقتال، كل ذلك إحياء لسنة رسول الله الذي كان يختار هذا الوقت للقتال، وعندئذ ركب فرسه وبدأ يحرض المسلمين على القتال، ثم قال : فإن قتلت فالأمير بعدي حذيفة، وإن قتل فلان.. وعد سبعة.
وكبر النعمان التكبيرة الأولى ثم الثانية، ثم قال : اللهم اعزز دينك وانصر عبادك، واجعل النعمان أول شهيد اليوم على إعزاز دينك ونصر عبادك، اللهم إني أسألك أن تقر عيني اليوم بفتح يكون فيه عز الإسلام، أمنوا رحمكم الله. فبكى الناس.
وكبر النعمان التكبيرة الثالثة، وبدأ القتال، وأثناء تقدم القائد بدأ الفرس يتركون الساحة وزلق بالقائد فرسه من كثرة الدماء في أرض المعركة، فصرع بين سنابك الخيل، وجاءه سهم في جنبه، فرآه أخوه نعيم فسجاه بثوب، وأخذ الراية قبل أن تقع وناولها حذيفة بن اليمان فأخذها، وقال المغيرة: اكتموا مصاب أميركم حتى ننتظر ما يصنع الله فينا وفيهم؛ لئلا يهن الناس.
ولما زلق فرس النعمان به لمحه معقل بن يسار فجاءه بقليل من الماء، فغسل عن وجهه التراب، فقال النعمان : من أنت ؟ قال : أنا معقل بن يسار، قال : ما فعل الناس ؟ قال : فتح الله عليهم، قال : الحمد لله، اكتبوا بذلك إلى عمر، وفاضت روحه.
ولما أظلم الليل انهزم الفرس وهربوا دون قصد فوقعوا في واد، فكان واحدهم يقع فيقع معه ستة، فمات في هذه المعركة مائة ألف أو يزيد، قتل في الوادي فقط ثمانون ألفاً، وقتل ذو الحاجب، وهرب الفيرزان، وعلم بهربه القعقاع فتبعه هو ونعيم بن مقرن فأدركاه في واد ضيق فيه قافلة كبيرة من بغال وحمير محملة عسلاً ذاهبة إلى كسرى، فلم يجد طريقاً فنزل عن دابته وصعد في الجبل ليختفي، فتبعه القعقاع راجلاً فقتله.
وحزن المسلمون على موت أميرهم وبايعوا بعد المعركة أميرهم الجديد حذيفة، ودخلوا نهاوند عام 21هـ بعد أن فتحوها.
قال البلاذري في كتابه فتوح البلدان "وحدثني أَبُو مَسْعُود الكوفي عَنِ المبارك بْن سَعِيد عن أبيه قَالَ وكانت نهاوند من فتوح أهل الكوفة والدينور من فتوح أهل البصرة فلما كثر المسلمون بالكوفة فلما كثر المسلمون بالكوفة احتاجوا إلى أن يزادوا في النواحي التي كان خراجها مقسوما فيهم، فصيرت لهم الدينور، وعوض أهل البصرة نهاوند لأنها من إصبهان. فصار فضل ما بين خراج الدينور ونهاوند لأهل الكوفة، فسميت نهاوند ماه البصرة، والدينور ماه الكوفة، وذلك في خلافة معاوية".

## التركيبة السكانية

### اللغات
اللغة المحلية للمدينة هي لهجة نهاوندي الفرعية من اللهجة الشمالية للغة اللوري. هذه اللهجة هي من أقرب اللهجات إلى اللغة الفارسية الوسطى، وتعتبر في بعض الأحيان لغة مميزة. يتم التحدث باللغة الكردية الجنوبية أيضًا في نهاوند.

### سكان
في وقت التعداد الوطني لعام 2006، كان عدد سكان المدينة 72218 نسمة في 19419 أسرة. أحصى التعداد التالي في عام 2011 حوالي 75445 شخصًا في 22672 أسرة. قاس التعداد السكاني لعام 2016 عدد سكان المدينة بـ 76.162 نسمة في 23.947 أسرة.

## المناخ
تتمتع نهاوند بمناخ قاري رطب جاف في الصيف (تصنيف مناخ كوبن Dsa).
| البيانات المناخية لـنهاوند                                           | البيانات المناخية لـنهاوند | البيانات المناخية لـنهاوند | البيانات المناخية لـنهاوند | البيانات المناخية لـنهاوند | البيانات المناخية لـنهاوند | البيانات المناخية لـنهاوند | البيانات المناخية لـنهاوند | البيانات المناخية لـنهاوند | البيانات المناخية لـنهاوند | البيانات المناخية لـنهاوند | البيانات المناخية لـنهاوند | البيانات المناخية لـنهاوند | البيانات المناخية لـنهاوند |
| الشهر                                                                | يناير                      | فبراير                     | مارس                       | أبريل                      | مايو                       | يونيو                      | يوليو                      | أغسطس                      | سبتمبر                     | أكتوبر                     | نوفمبر                     | ديسمبر                     | المعدل السنوي              |
| -------------------------------------------------------------------- | -------------------------- | -------------------------- | -------------------------- | -------------------------- | -------------------------- | -------------------------- | -------------------------- | -------------------------- | -------------------------- | -------------------------- | -------------------------- | -------------------------- | -------------------------- |
| متوسط درجة الحرارة الكبرى °م (°ف)                                    | 3.2 (37.8)                 | 5.1 (41.2)                 | 11.5 (52.7)                | 16.8 (62.2)                | 22.9 (73.2)                | 30.1 (86.2)                | 34.2 (93.6)                | 33.7 (92.7)                | 29.2 (84.6)                | 21.7 (71.1)                | 12.1 (53.8)                | 6.4 (43.5)                 | 18.9 (66.1)                |
| المتوسط اليومي °م (°ف)                                               | −1.7 (28.9)                | 0.1 (32.2)                 | 5.9 (42.6)                 | 11.3 (52.3)                | 17.3 (63.1)                | 24.0 (75.2)                | 27.7 (81.9)                | 27.3 (81.1)                | 22.7 (72.9)                | 15.7 (60.3)                | 6.8 (44.2)                 | 1.2 (34.2)                 | 13.2 (55.7)                |
| متوسط درجة الحرارة الصغرى °م (°ف)                                    | −6.5 (20.3)                | −5.0 (23.0)                | 0.2 (32.4)                 | 5.3 (41.5)                 | 11.2 (52.2)                | 17.2 (63.0)                | 20.6 (69.1)                | 20.2 (68.4)                | 16.0 (60.8)                | 9.8 (49.6)                 | 2.0 (35.6)                 | −3.4 (25.9)                | 7.3 (45.2)                 |
| الهطول مم (إنش)                                                      | 70 (2.8)                   | 69 (2.7)                   | 94 (3.7)                   | 74 (2.9)                   | 33 (1.3)                   | 2 (0.1)                    | 0 (0)                      | 0 (0)                      | 1 (0.0)                    | 27 (1.1)                   | 59 (2.3)                   | 64 (2.5)                   | 493 (19.4)                 |
| متوسط أيام هطول الأمطار (≥ 1.0 mm)                                   | 8                          | 7                          | 8                          | 8                          | 5                          | 1                          | 0                          | 0                          | 0                          | 3                          | 6                          | 6                          | 52                         |
| متوسط الرطوبة النسبية (%)                                            | 68                         | 66                         | 56                         | 52                         | 37                         | 21                         | 18                         | 16                         | 19                         | 34                         | 56                         | 63                         | 42                         |
| المصدر: https://en.climate-data.org/asia/iran/hamadan/nahavand-5611/ |                            |                            |                            |                            |                            |                            |                            |                            |                            |                            |                            |                            |                            |

## النشاط الاقتصادى
تشتهر مدينة نهاوند بخصوبة تربتها وتوفر مراعيها لذا يزرع بها الخضروات المختلفة والحبوب والبقول والفواكة، كما تشتهر بصناعة السجاد الإيرانى الفاخر